# درخت چوب‌پنبه‌ای آفریقا

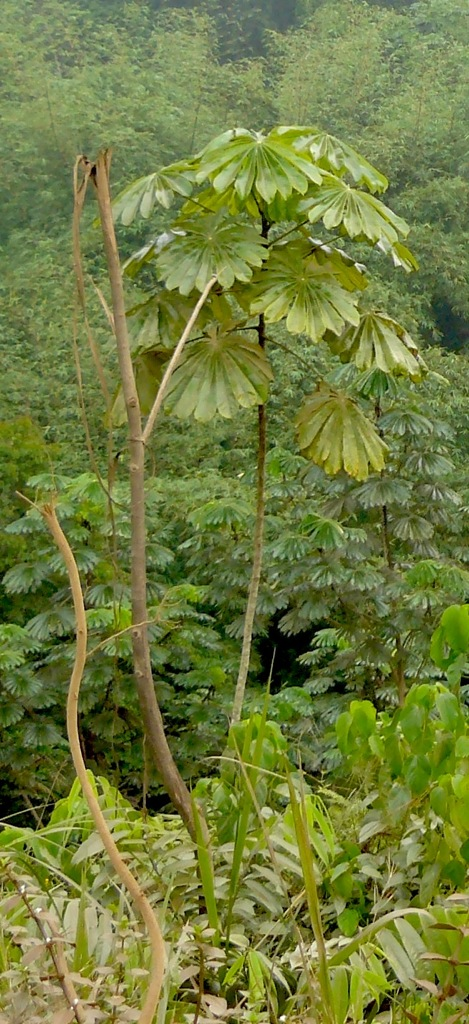
تصویری از درخت چوب‌پنبه‌ای آفریقا

درخت چوب‌پنبه‌ای آفریقا (نام علمی: Musanga cecropioides) نام یک گونه از تیره گزنه‌ایان است.